# 光禅寺 (氷見市)
光禪寺（こうぜんじ）は、日本の富山県氷見市に所在する曹洞宗の寺院である。山号は海慧山（かいけいざん）。

## 沿革
本寺は1327年（嘉暦元年）、大本山總持寺を開山したと云われる瑩山紹瑾の一番弟子（高弟）に当たる明峰素哲によって開山されたと伝わる。
1632年（寛永9年）に加賀藩第3代藩主の前田利常が当寺を参拝した折に前田利家（加賀藩初代藩主）の肖像画を寄進し、加賀藩の祈願所とする朱印状を下したことにより、当寺は領地安堵の措置を賜った。

### 月澗による再興
第19代住職の月澗義光（1653年 - 1702年）は荒廃した寺の再建費用を募るため全国を旅していたが、南部藩の所領であった陸奥国牛滝（現在の青森県下北郡佐井村牛滝）で商人の坂井源八が火災で焼失した菩提寺の本誓寺再建に奔走していたのと出会い「光禅寺の再建は急を要することではない故」と、それまでに集めた勧財の全額を源八に手渡した。源八は本誓寺の再建が成った暁には佐井のヒバを切り出して越中の光禅寺に送ることを月澗に約束し、山から切り出した後に1本ずつ「氷見光禅寺殿行」と記した材木を船積みして牛滝を出港した。
ところが、日本海で船が嵐に遭いあわや転覆の危機に見舞われたため、やむなく材木を海に投棄する。その材木は佐渡島に漂着したが、島内には氷見から漁民が移住しておりその多くが月澗に帰依していたため、漁民たちの手で1本残らず拾い集められて無事に越中へ到着し、光禅寺では牛滝から約束通りに届いた材木を用いて1701年（元禄14年）に再興が果たされた。
月澗は光禅寺の再興が果たされたのを見届けるかの如く1702年（元禄15年）に入寂したが、源八は故郷の牛滝へ帰ることなく氷見で生涯を過ごし、境内には「奥州南部牛瀧坂井源八」と刻まれた墓所が現存する。

### 昭和・平成期
月澗が再興した寺は1938年（昭和13年）9月6日の氷見町大火により全焼の憂き目に遭うが、その後年月をかけながら境内の復興を進め、2008年（平成20年）に寺門が再建されて現在に至る。

## 唐島（飛地境内）
氷見漁港から約500メートル東側の富山湾上にある唐島は全島が当寺の飛地境内となっており、弁天堂が建てられている。毎年5月上旬には海上安全と大漁を祈願する唐島大祭（唐島弁天まつり）が例祭として執り行われる。
全島が県指定天然記念物（昭和42年3月25日指定）とされており、唐島大祭の関係者以外の上陸はできない。

## 文化財
いずれも氷見市教育委員会指定。
- 絹本著色前田利家画像（昭和43年4月1日指定）

加賀藩藩祖・前田利家の肖像画。第3代藩主の前田利常が寄進したと伝わる。
- 木造地蔵菩薩立像（平成2年3月27日指定）

平安時代後期の作と推定されるヒノキ造りの地蔵菩薩像。

## 漫画家・藤子不二雄Ⓐの生家

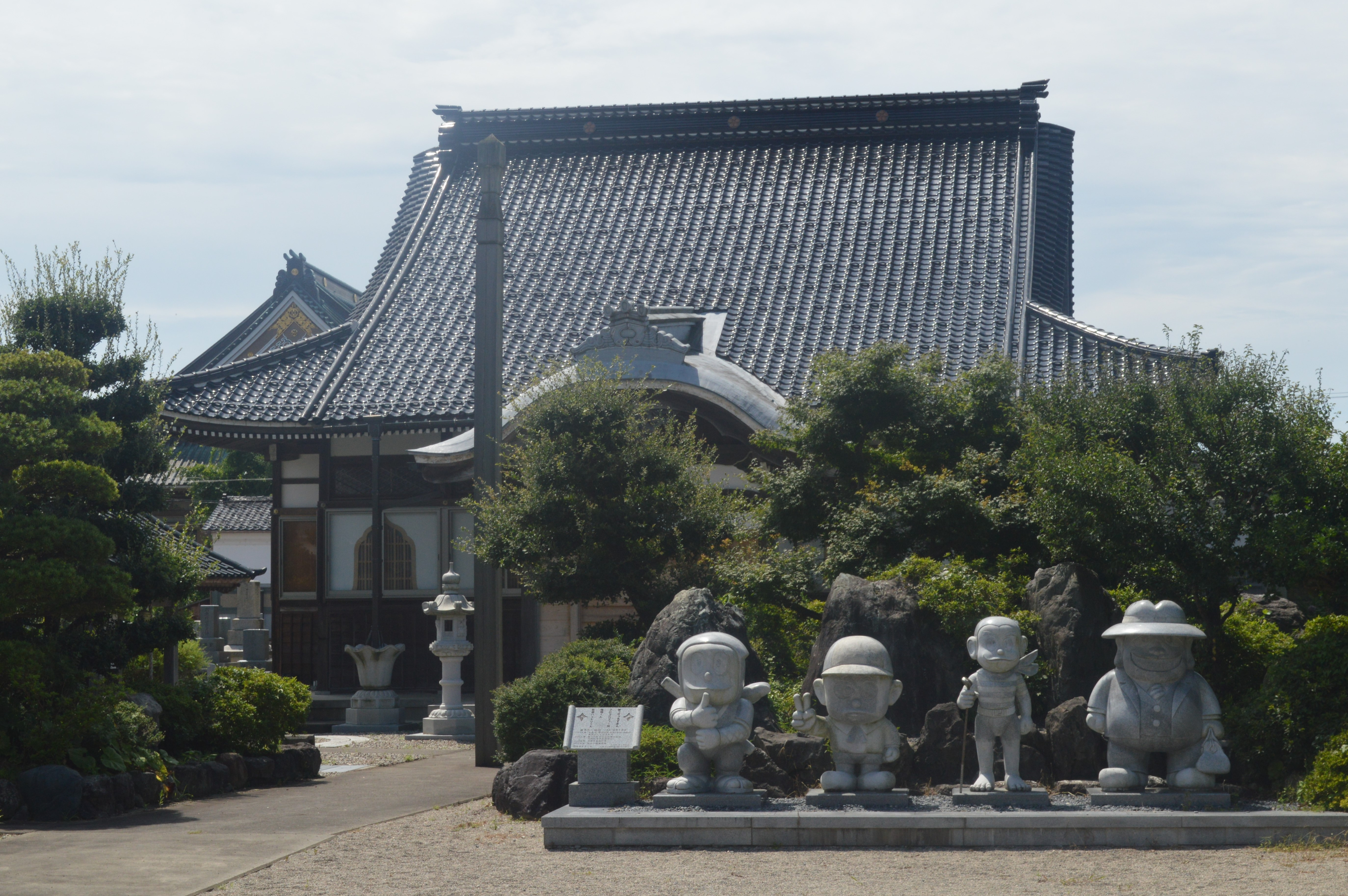
石像

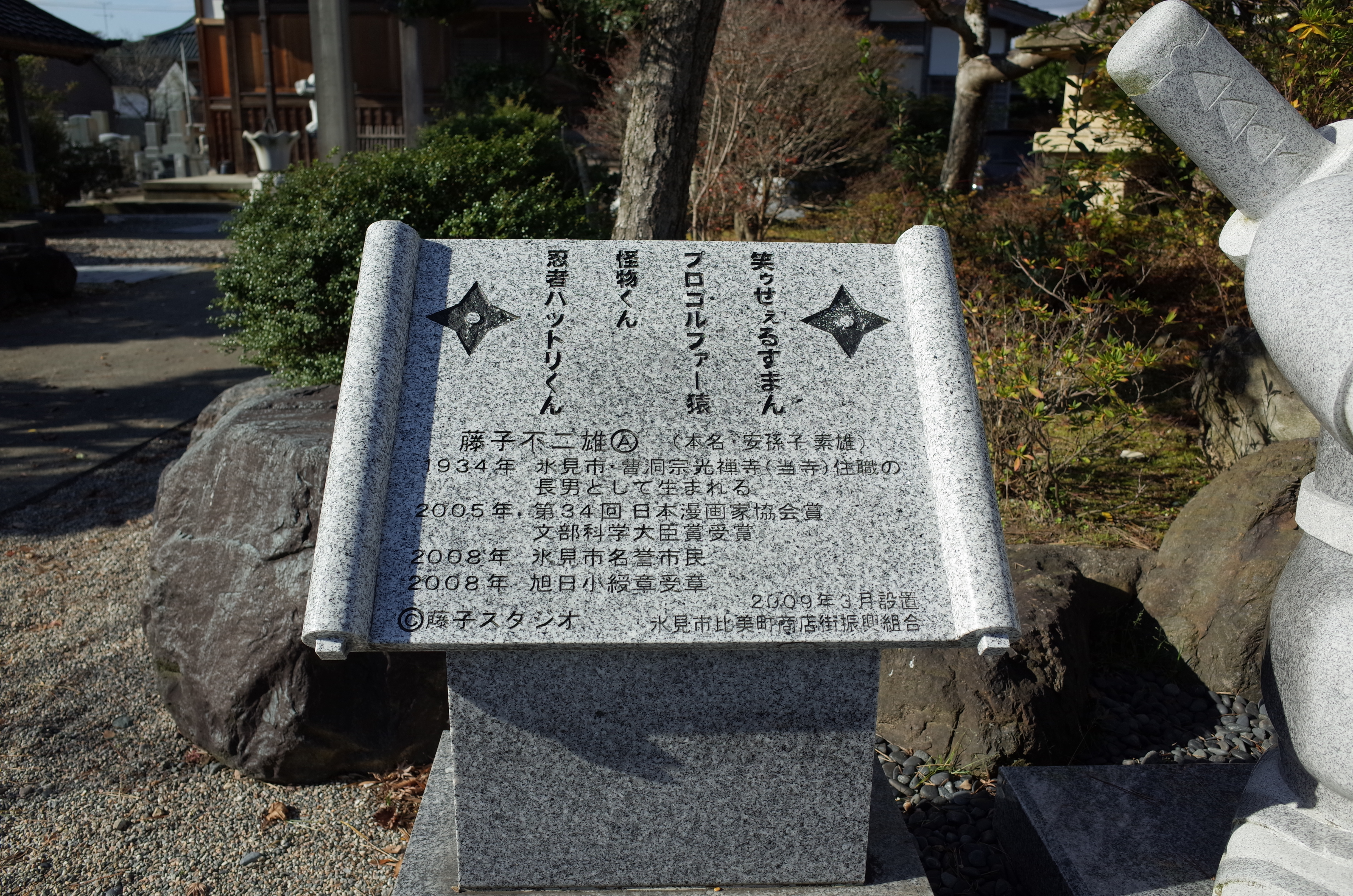
境内にある藤子作品4主人公石像の年譜

当寺は昭和・平成期に多数の作品を発表した漫画家の藤子不二雄Ⓐ（本名・安孫子素雄、1934年 - 2022年）の生家である。藤子Ⓐは当寺第49代住職・安孫子耕玉の長男として出生したが、11歳の時に父が急逝し親族を頼って転居した先の高岡市で藤本弘（後の藤子・F・不二雄）と出会っている。
2022年（令和4年）時点では、藤子Ⓐの甥が第52代住職を務める。境内には比美町商店街振興組合が2009年（平成21年）に建てた藤子Ⓐの代表作『忍者ハットリくん』『怪物くん』『プロゴルファー猿』『笑ゥせぇるすまん』の4主人公を象った石像があり、氷見市が観光地区として整備を進める「氷見市藤子不二雄Ⓐまんがワールド」構成施設の一つに位置付けられる。
庫裏には藤子Ⓐが生前に寄贈した『笑ゥせぇるすまん』の主人公・喪黒福造を模して「ドーン！」のポーズを取る達磨大師の衝立を始めとした仏画や、藤子Fと2人でトキワ荘へ入居した時に手塚治虫から譲り受けて使用した仕事机が保管されている。庫裏の一般公開は行っていないが、毎年5月5日（ハットリくんの誕生日）に市内各所で開催される「まんがワールドまつり」に合わせて特別公開を実施する場合がある。

## 交通アクセス
- JR西日本氷見線終点の氷見駅下車、北西へ徒歩15分